# Spialia mafa
Spialia mafa là một loài bướm ngày thuộc họ Hesperiidae. Nó được tìm thấy ở tây đến nam châu Phi, KwaZulu-Natal, Botswana, Zimbabwe và Cape ở Nam Phi tới Sudan và miền nam Ai Cập.
Cánh loài này có màu xám đốm trắng ở cả hai mặt cánh.
Sải cánh từ 22–26 mm.
Mùa bay quanh năm nhưng đạt đỉnh từ tháng 9 đến tháng 4.
Ấu trùng ăn Hermannia, Pavonia và Hibiscus (bao gồm Hibiscus aethiopicus).

## Phân loài
- Spialia mafa mafa (miền nam Cộng hòa Dân chủ Congo, Malawi, nam và đông nam Zambia, Mozambique, Zimbabwe, Botswana, miền trung và bắc Namibia, Nam Phi, Swaziland, Lesotho)
- Spialia mafa higginsiEvans, 1937 (Ethiopia, Somalia, Kenya, Tanzania, tây nam Ả Rập Saudi, Yemen, Oman)

## Hình ảnh

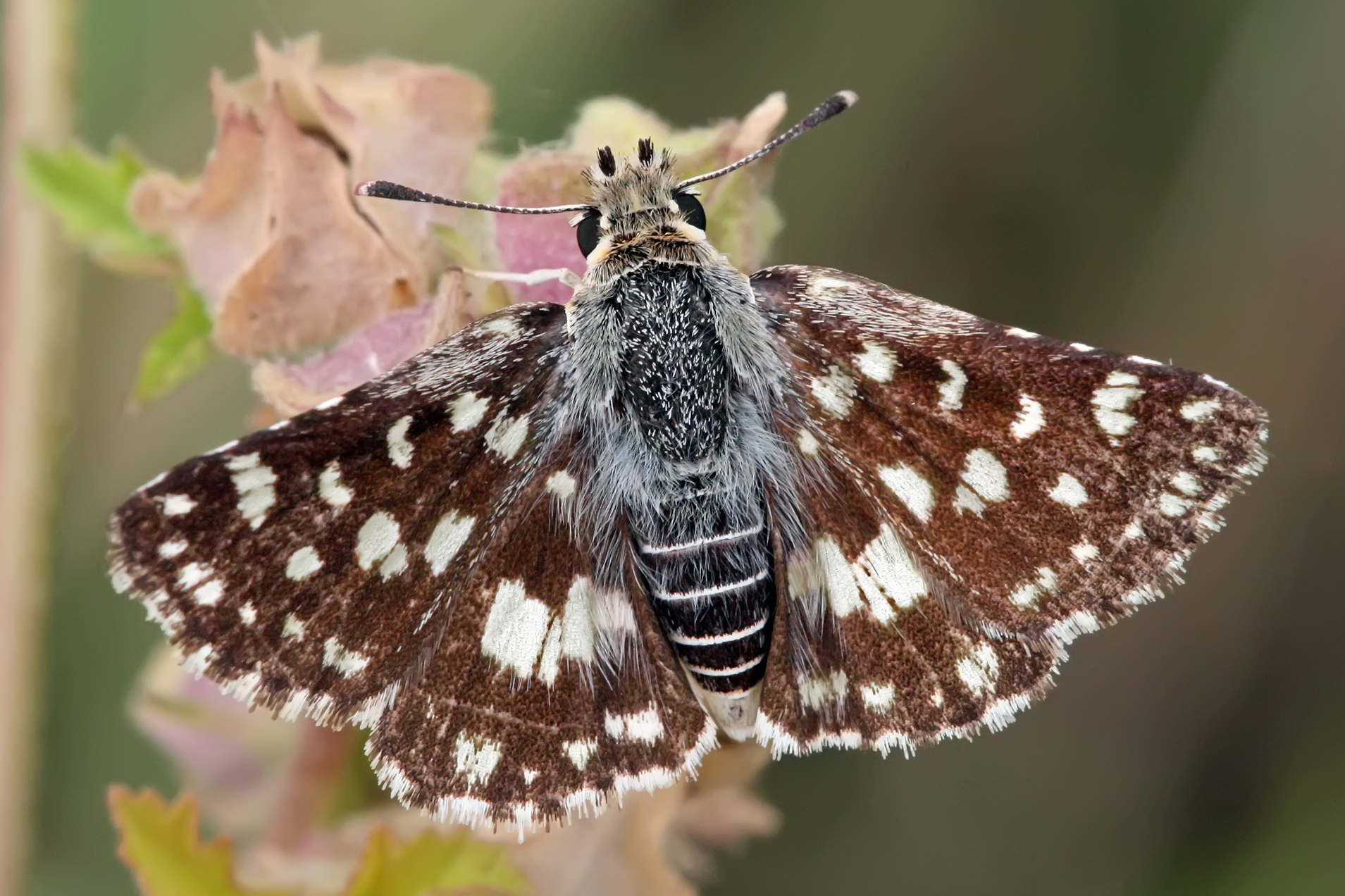